# Ecnomus galilaeus
Ecnomus galilaeus är en nattsländeart som beskrevs av Bo Tjeder 1946. Ecnomus galilaeus ingår i släktet Ecnomus och familjen trattnattsländor. Inga underarter finns listade i Catalogue of Life.